# Heinrich V. (England)

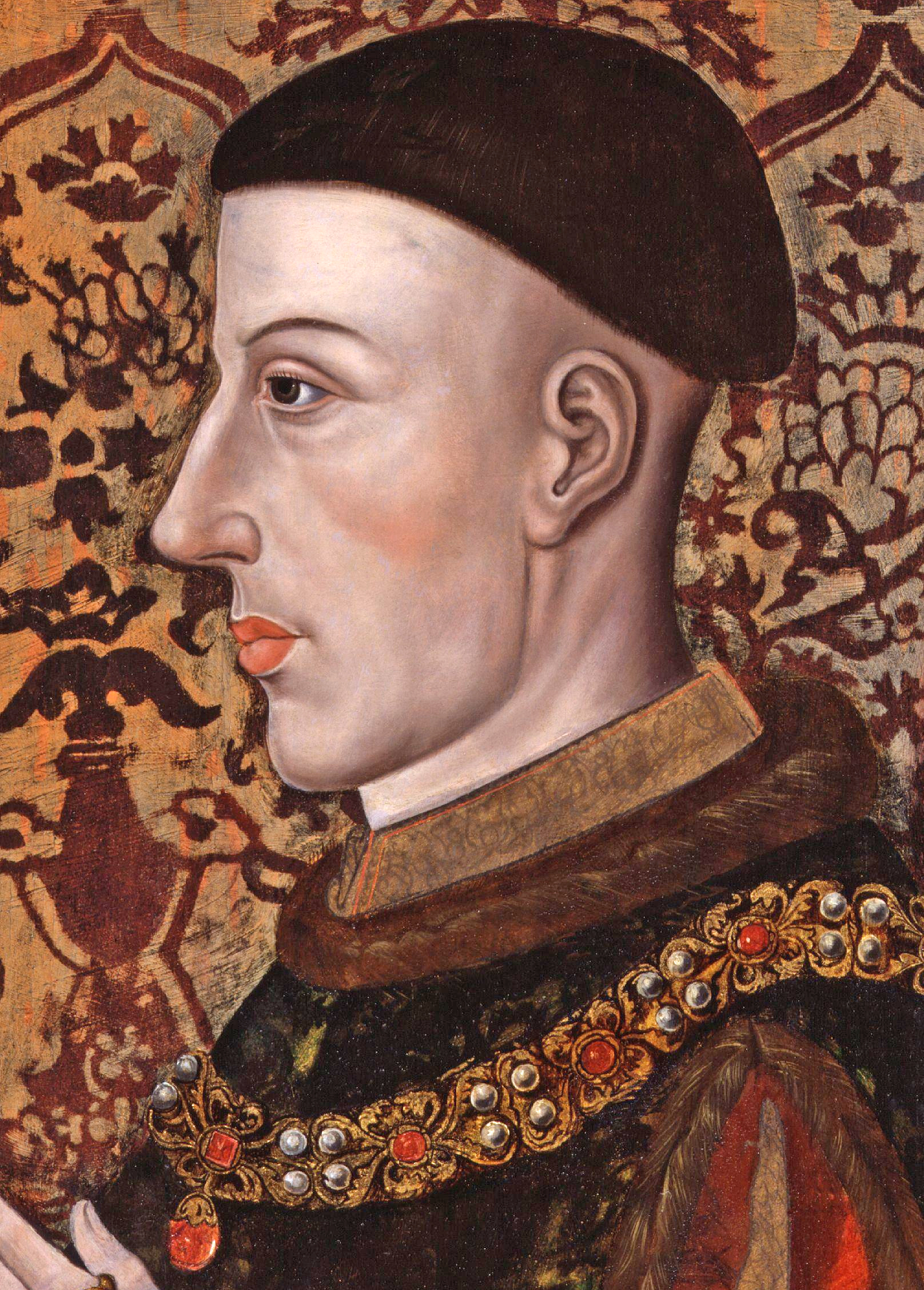
Heinrich V. von England. Anonymes Porträt, spätes 16. oder frühes 17. Jahrhundert. National Portrait Gallery (London)

Heinrich V. (englisch Henry V, auch Harry of Lancaster; * 16. September 1386 in Monmouth Castle, Wales; † 31. August 1422 im Schloss Vincennes) war von 1413 bis 1422 König von England, der zweite aus dem Haus Lancaster. Er war der älteste überlebende Sohn von Heinrich IV. und Mary de Bohun.

## Jugend
Heinrich wurde am 16. September 1386 oder 1387 auf Monmouth Castle als Sohn von Heinrich Bolingbroke, dem späteren König Heinrich IV, und seiner Frau
Mary de Bohun geboren. Auf Grund seines Geburtsortes erhielt er den Beinamen Heinrich of Monmouth. Er war der Enkel Johns of Gaunt, des dritten Sohnes Edwards III. Als er sieben Jahre alt war, starb seine Mutter. Nachdem sein Vater 1398 von Richard II.  ins Exil verbannt worden war, nahm ihn der König als seinen Schützling auf. Im darauffolgenden Jahr wurde Heinrich durch die Machtübernahme seines Vaters Erbe des englischen Throns. Die dichterischen Darstellungen William Shakespeares von Heinrichs ausschweifender Jugend lassen sich nicht sicher mit der Realität identifizieren. Berichte über seine aktive Kriegsteilnahme und andere Quellen sprechen eher dagegen. Der berühmteste Vorfall, sein Streit mit dem Präsidenten des Obersten Gerichtshofs, hat keinen zeitgenössischen Beleg und wurde zuerst 1531 von Sir Thomas Elyot erwähnt.

## Prince of Wales

Königliches Wappen von Heinrich V., gleich dem Heinrichs IV., seines Vaters

Heinrich wurde am 15. Oktober 1399 nach der Krönung seines Vaters zum Prince of Wales und Duke of Cornwall ernannt und wurde von Oktober 1400 an mit der Herrschaft über Wales beauftragt. Weniger als drei Jahre später war er Kommandant der englischen Armee und kämpfte 1403 bei Shrewsbury gegen den aufständischen Lord Henry Percy. Damals wäre der sechzehnjährige Prinz fast von einem Bogenschützen getötet worden, der ihn mit einem Pfeil im Gesicht traf. Ein normaler Soldat wäre mit einer solch schweren Verletzung wahrscheinlich gestorben, aber Heinrich wurde dank der bestmöglichen ärztlichen Behandlung, die ihm als Sohn des Königs zur Verfügung stand, gerettet. Nach einigen Tagen stellte der königliche Arzt John Bradmore ein spezielles Werkzeug her, um die Spitze des Pfeils ohne weiteren Schaden aus Heinrichs Kopf zu entfernen. Die Operation war erfolgreich, hinterließ aber Narben, die ein bleibendes Zeugnis seiner Kampferfahrung waren.
Die Rebellion von Owain Glyndŵr in Wales beschäftigte Heinrich bis zu ihrer Niederschlagung 1410. Die militärischen Erfolge des jungen Prinzen wurden von den Zeitgenossen mit Bewunderung aufgenommen. Als Vorsitzender des Kronrats und als Lord Warden of the Cinque Ports nahm er ab 1407 aktiv Einfluss auf die Politik seines Vaters, der bereits seit 1405 schwer krank war. Um 1410 scheint er seinen Vater bedrängt zu haben, sich angesichts seines schlechten Gesundheitszustands aus der aktiven Politik zurückzuziehen. Heinrich IV. reagierte heftig und enthob seinen Sohn seiner Ämter, nahm ihn aber kurz vor seinem Tod 1413 wieder in seine Gnade auf.

## Machtübernahme
Nachdem er seinem Vater am 20. März 1413 auf den Thron gefolgt war, wurde Heinrich am 9. April in Westminster gekrönt. In den ersten Regierungsjahren profitierte er von den außerordentlich günstigen Rahmenbedingungen, die sein Vater geschaffen hatte. Das königliche Schatzamt nahm zum ersten Mal seit langer Zeit mehr Geld ein, als es ausgab. Der langjährige Kriegsgegner Frankreich war vom Bürgerkrieg heimgesucht, so dass er vorübergehend kaum eine Bedrohung darstellte. Unmittelbar nach seinem Regierungsantritt begann Heinrich V. mit einer Versöhnungspolitik, die vor allem die Gräben in der englischen Gesellschaft und im Adel beseitigen sollte, die die Machtübernahme seines Vaters aufgeworfen hatte. Richard II. wurde in seinem Andenken als ehemaliger König rehabilitiert und in der Westminster-Abtei beigesetzt. Die Adelsfamilien York, Mortimer, Percy und Holland, die immer wieder gegen die Herrschaft der Lancasters aufbegehrt hatten und deshalb enteignet worden waren, setzte Heinrich V. wieder in ihre Rechte ein.

## Lollardenverfolgung und erste Hofintrigen
Zur ersten ernsthaften Bedrohung für Heinrichs Herrschaft wurden die bereits unter Heinrich IV. verfolgten Lollarden. In seiner Zeit als Fürst von Wales hatte Heinrich 1410 noch versucht, die ersten Hinrichtungen von Lollarden als Ketzer zu verhindern. Um sich gegen die seitdem immer heftiger gewordene Verfolgung zu wehren, begannen die Lollarden eine Verschwörung gegen den König zu inszenieren. John Oldcastle, ein alter Verbündeter Heinrichs aus der Zeit der Waliserkriege und vermutlich eine Vorlage für Shakespeares Falstaff, war die zentrale Figur dieser Intrige. Er war als Lollarde wegen Ketzerei verurteilt worden, konnte aber entkommen und versuchte, den König und seine Brüder in seine Gewalt zu bekommen. Das sollte der Beginn einer groß angelegten Revolte sein, deren Ziel die Rehabilitierung der Lollarden war. Der Plan wurde allerdings verraten und vereitelt, Oldcastle konnte zunächst fliehen, wurde aber einige Jahre später hingerichtet. Die Lollardenverfolgung betrieb Heinrich V. energisch weiter, so dass diese Bewegung nach 1415 zwar nicht ausgelöscht, aber zukünftig unbedeutend war.
Die nächste Verschwörung ging von einer Gruppe aus den Reihen des Hochadels aus, die 1415 Heinrich absetzen und an seiner statt Edmund Mortimer, 5. Earl of March, zum König machen wollte. Dieser verriet jedoch die Verschwörer an den König. Die Hauptverantwortlichen, unter ihnen Mortimers Schwager Richard of Conisburgh, 1. Earl of Cambridge und Großvater der späteren Könige Eduard IV. und Richard III., wurden daraufhin hingerichtet.

## Der Krieg gegen Frankreich
Nachdem seine Herrschaft innenpolitisch stabilisiert war, konnte Heinrich sich außenpolitischen Angelegenheiten widmen. Das Hauptthema seiner Politik sollte die Wiederaufnahme des unter seinen Vorgängern eingeschlafenen Kriegs gegen Frankreich sein. Formal bestand immer noch der englische Anspruch auf den französischen Thron. Bereits Heinrichs Vorgänger hatten mit den jeweiligen französischen Regenten über die Bedingungen für die Niederlegung dieses Anspruchs verhandelt. Heinrich V. nahm die diplomatischen Gespräche scheinbar wieder auf, schraubte die Forderungen jedoch in für Frankreich inakzeptable Höhen. Im Prinzip verlangte er die komplette Wiederherstellung des Angevinischen Reiches, einschließlich der Normandie. Zugleich begann Heinrich, sein Heer für den kommenden Feldzug bereitzustellen.
Heinrich dürfte aus mehreren Gründen Krieg gewollt haben: Erstens war Frankreich angesichts des geistesgestörten Königs Karl VI. und der Auseinandersetzungen zwischen den Häusern Burgund und Orleans geschwächt. Zweitens war Schottland als der langjährige französische Verbündete weitestgehend neutralisiert, da sich der schottische König Jakob I. seit 1406 in englischer Gefangenschaft befand. Darüber hinaus mag Heinrich V. versucht haben, die immer noch bestehenden Adelsstreitigkeiten in England durch den Krieg gegen einen äußeren Feind zu überbrücken.
Im Sommer 1415 waren die Verhandlungen mit Frankreich aufgrund von Heinrichs Forderungen endgültig gescheitert. Bereits im August desselben Jahres landete ein aus rund 12.000 Soldaten bestehendes Invasionsheer an der normannischen Küste. Der Feldzug begann jedoch äußerst ungünstig. Krankheiten, kleinere Scharmützel und lange Märsche im Regenwetter schwächten das englische Heer. Dennoch gelang mit Hilfe einer weitgehend defensiven Taktik und durch den Einsatz englischer Langbogenschützen in der Schlacht von Azincourt am 25. Oktober ein entscheidender Sieg über einen zahlenmäßig überlegenen Gegner.
Nicht zuletzt bedeutete der militärische Erfolg einen innenpolitischen Durchbruch für Heinrich V. Er kehrte im Triumph mit dem Herzog Karl von Orléans als wichtigstem Gefangenen nach England zurück. Die Nachricht vom Erfolg bei Azincourt verbreitete sich schnell. Der deutsche König Sigismund begab sich im Frühjahr 1416 auf eine Vermittlungsreise, die den Krieg zwischen England und Frankreich beenden sollte. Heinrich gelang es, Sigismund weitgehend von seiner Position zu überzeugen, der daraufhin eine englandfreundliche Politik betrieb. Frankreich lehnte seinerseits die Bestrebungen Sigismunds ab, worauf der spätere deutsche Kaiser seine neutrale Rolle endgültig aufgab und im August 1416 im Vertrag von Canterbury sogar ein Waffenbündnis mit Heinrich V. gegen Frankreich schloss.
Im Sommer 1417 landete Heinrich wieder in Frankreich. Die niedere Normandie wurde durch die Engländer schnell erobert, Rouen von Paris abgeschnitten und belagert. Heinrich spielte die streitenden französischen Adelsparteien gegeneinander aus, ohne die Kampfkraft seines Heeres zu vermindern. Im Januar 1419 fiel Rouen, und im August 1419 standen die Engländer vor den Toren von Paris. Die Intrigen des französischen Adels führten zur Ermordung von Johann von Burgund im Auftrag des französischen Kronprinzen bei Montereau am 10. September 1419. Philipp, der neue Herzog von Burgund, und der französische Königshof arbeiteten Heinrich zu. Nach sechsmonatigen Verhandlungen wurde Heinrich im Vertrag von Troyes als Erbe und König von Frankreich anerkannt, am 2. Juni 1420 heiratete er Katharina von Valois, die Tochter des bisherigen französischen Königs.
Heinrich V. war nun auf dem Höhepunkt seiner Macht angelangt: Frankreich sollte mit dem englischen Königreich vereint werden. Zusammen mit dem deutschen König Sigismund konnte er von sich behaupten, das große Schisma durch die Wahl von Papst Martin V. beendet zu haben. Alle Staaten Westeuropas waren ihm in irgendeiner Weise diplomatisch verpflichtet. Der französische Kronprinz Karl erkannte den Vertrag von Troyes nicht an und führte aus der französischen Provinz Poitou (Zentralfrankreich) den Widerstand fort. Wegen der Niederlage seines Bruders Thomas of Lancaster, 1. Duke of Clarence in der Schlacht von Baugé im Jahr 1421 musste Heinrich nach einem Aufenthalt in England wieder nach Frankreich zurückkehren, wo er von Oktober bis Mai des folgenden Jahres die Belagerung von Meaux leitete. Diese endete für ihn erfolgreich, allerdings unter schweren Verlusten durch Seuchen im englischen Heerlager.

## Tod
Zwischen Mai und Juni 1422 erkrankte auch Heinrich V. schwer. Nachdem er sich im Schloss von Vincennes erholt hatte, war er Ende Juni wieder gesund genug, um seine Truppen anzuführen, die den Dauphin bei Cosne-sur-Loire angreifen sollten. Dabei erlitt er einen Rückfall, von dem er sich nicht mehr erholte.  Eine Zeitlang trug man ihn in einer Sänfte, bis er beschloss nach Paris zurückzukehren. Am 10. August wurde er nach Vincennes zurückgebracht, wo er am 31. August mit 35 Jahren starb. Sein Nachfolger wurde sein einziger Sohn Heinrich VI., der zu diesem Zeitpunkt allerdings erst acht Monate alt war.
Heinrich V. liegt neben vielen englischen Königen in der Westminster Abbey begraben. Seine Grabstätte wurde während der Reformation ihrer Verzierungen beraubt. Sein Schild, Helm und Sattel, die Teil der ursprünglichen Grabbeigaben waren, hängen immer noch über dem Grab. Seine Büste ist jedoch ersetzt worden.